# Rupt-sur-Moselle
Rupt-sur-Moselle é uma comuna francesa na região administrativa de Grande Leste, no departamento de Vosges. Estende-se por uma área de 45,55 km². Em 2010 a comuna tinha 3 595 habitantes (densidade: 78,9 hab./km²).